# Lost Change
Albums de will.i.am
Must B 21
(2003)
Lost Change est le premier album solo de will.i.am, sorti en 2001, et est donc le premier album solo d'un des membres des Black Eyed Peas. Cet album est aussi la bande originale d'un film intitulé Lost Change. L'album a été réédité pour en fêter les dix ans, et un deuxième disque contenant les versions instrumentales des musiques est vendu avec l'original.
Un vidéoclip a été fait pour la chanson I Am.

## Liste des titres
Toutes les musiques sont composées par will.i.am.
| No  | Titre                                                | Durée |
| --- | ---------------------------------------------------- | ----- |
| 1.  | Ev Rebahdee (featuring Planet Asia)                  | 4:26  |
| 2.  | Lay Me Down (featuring Terry Dexter)                 | 4:10  |
| 3.  | Possessions                                          | 1:19  |
| 4.  | Thai Arrive                                          | 2:07  |
| 5.  | If You Didn't Know (featuring Mike Myers)            | 3:48  |
| 6.  | Money (featuring Huck Fynn, Oezlem et the horn dogs) | 4:10  |
| 7.  | Lost Change                                          | 2:25  |
| 8.  | I Am                                                 | 5:15  |
| 9.  | Hooda Hella U (featuring Medusa)                     | 2:42  |
| 10. | Lost Change in E Minor                               | 2:41  |
| 11. | Yadda Yadda                                          | 3:45  |
| 12. | Em a Double Dee (featuring Madd Dogg)                | 4:35  |
| 13. | Control Tower                                        | 3:15  |
| 14. | Lost Change in D Minor                               | 2:40  |

- Mixage: Dylan "3-D" Dresdow